# کرکاتشکاند
کرکاتشکاند (به مجاری:  Kerkateskánd) یک منطقهٔ مسکونی در مجارستان است که در ناحیه لنتی واقع شده‌است.